# Eckhard Lobsien
Eckhard Lobsien (* 9. Oktober 1945 in Schwerin) ist ein deutscher Anglist und Hochschullehrer.

## Leben und Wirken
Eckhard Lobsien studierte Anglistik, Germanistik und Philosophie an den Universitäten Kiel, Göttingen und Konstanz. Nach dem ersten Staatsexamen für den höheren Schuldienst 1970 promovierte er 1973 an der Universität Konstanz. Ab 1973 arbeitete er dort als wissenschaftlicher Assistent und habilitierte sich dort 1979 für Anglistik/Amerikanistik und Allgemeine Literaturwissenschaft. Nach einer Lehrstuhlvertretung (1980) wurde er im Jahre 1981 ordentlicher Professor an der Goethe-Universität Frankfurt am Main. Dort lehrte er bis zu seiner Emeritierung 2011.
In seinen Veröffentlichungen beschäftigt sich Lobsien vor allem mit der englischen Literatur des 18. Jahrhunderts, mit anglo-irischer Literatur und Literaturtheorie im Zusammenhang mit der philosophischen Phänomenologie. Er ist ein Großneffe des Schriftstellers Wilhelm Lobsien, über den er 2021 ein Buch veröffentlicht hat.

## Veröffentlichungen (Auswahl)
- Theorie literarischer Illusionsbildung. Metzler, Stuttgart 1975, ISBN 3-476-00308-6 (= Dissertation Universität Konstanz).
- Der Alltag des Ulysses. Die Vermittlung von ästhetischer und lebensweltlicher Erfahrung (= Studien zur allgemeinen und vergleichenden Literaturwissenschaft, Bd. 15). Metzler, Stuttgart 1978, ISBN 3-476-00392-2 (= Habilitationsschrift Universität Konstanz).
- Landschaft in Texten (= Studien zur allgemeinen und vergleichenden Literaturwissenschaft, Bd. 23). Metzler, Stuttgart 1981, ISBN 3-476-00485-6.
- Das literarische Feld. Phänomenologie der Literaturwissenschaft (= Übergänge, Bd. 20). Fink, München 1988, ISBN 3-7705-2485-3.
- Wörtlichkeit und Wiederholung. Phänomenologie poetischer Sprache. Fink, München 1995, ISBN 3-7705-3079-9.
- Kunst der Assoziation. Phänomenologie eines ästhetischen Grundbegriffs vor und nach der Romantik. Fink, München 1999, ISBN 3-7705-3423-9.
- (mit Verena Olejniczak Lobsien): Die unsichtbare Imagination. Literarisches Denken im 16. Jahrhundert. Fink, München 2003, ISBN 3-7705-3899-4.
- Imaginationswelten. Modellierungen der Imagination und Textualisierungen der Welt in der englischen Literatur 1580–1750 (= Neues Forum für allgemeine und vergleichende Literaturwissenschaft, Bd. 19). Winter, Heidelberg 2003, ISBN 3-8253-1542-8.
- Die Phantasie des "Ulysses". Lektüre (= Neues Forum für allgemeine und vergleichende Literaturwissenschaft, Bd. 29). Winter, Heidelberg 2005, ISBN 3-8253-5151-3.
- Zeit der Imagination. Das Imaginäre (in) der englischen Romantik (= Neues Forum für allgemeine und vergleichende Literaturwissenschaft, Bd. 38). Winter, Heidelberg 2008, ISBN 978-3-8253-5562-3.
- Schematisierte Ansichten. Literaturtheorie mit Husserl, Ingarden, Blumenberg. Fink, Paderborn/München 2012, ISBN 3-7705-5415-9.
- Dogma/Literatur. Ein Lernversuch. Fink, Paderborn/München 2014, ISBN 3-7705-5670-4.
- Die Antworten und die Frage. Funktionen der Literatur – der irische Roman 1800 bis 1850 (= Text & Theorie, Bd. 5). Königshausen & Neumann, Würzburg 2014, ISBN 3-8260-5568-3.
- Englische Poetik 1650 bis 1950. Feldstruktur und Transformation. Königshausen & Neumann, Würzburg 2016, ISBN 3-8260-6023-7.
- Wie wenn ich dort wäre. Literarische Strecken, Felder, Räume. Königshausen & Neumann, Würzburg 2018, ISBN 3-8260-6415-1.
- 1678 lesen. Enzyklopädie und Phänomenologie der englischen Texte eines Jahres. Zwei Bände. Königshausen & Neumann, Würzburg 2020, ISBN 978-3-8260-7083-9.
- Die Welt als Hallig. Norddeutsche Heimatliteratur am Beispiel Wilhelm Lobsiens. Königshausen & Neumann, Würzburg 2021, ISBN 978-3-8260-7482-0.
- Hermann Kinder. Textkunst und Archiv. Königshausen & Neumann, Würzburg 2023, ISBN 978-3-8260-7844-6.
- (Hrsg.): Hermann Kinder / Bildersturm. Poetik der Zweiten Moderne. Aus dem Nachlass herausgegeben. Königshausen & Neumann, Würzburg 2023, ISBN 978-3-8260-8340-2.
- Prosa im Überfluss. Zur Epistemologie literarischer Aufmerksamkeit. Königshausen & Neumann, Würzburg 2025, ISBN 978-3-8260-9143-8.